# Leptoctenus gertschi
Leptoctenus gertschi là một loài nhện trong họ Ctenidae.
Loài này thuộc chi Leptoctenus. Leptoctenus gertschi được miêu tả năm 1981 bởi Peck.